# 贝蒂尔·奥林

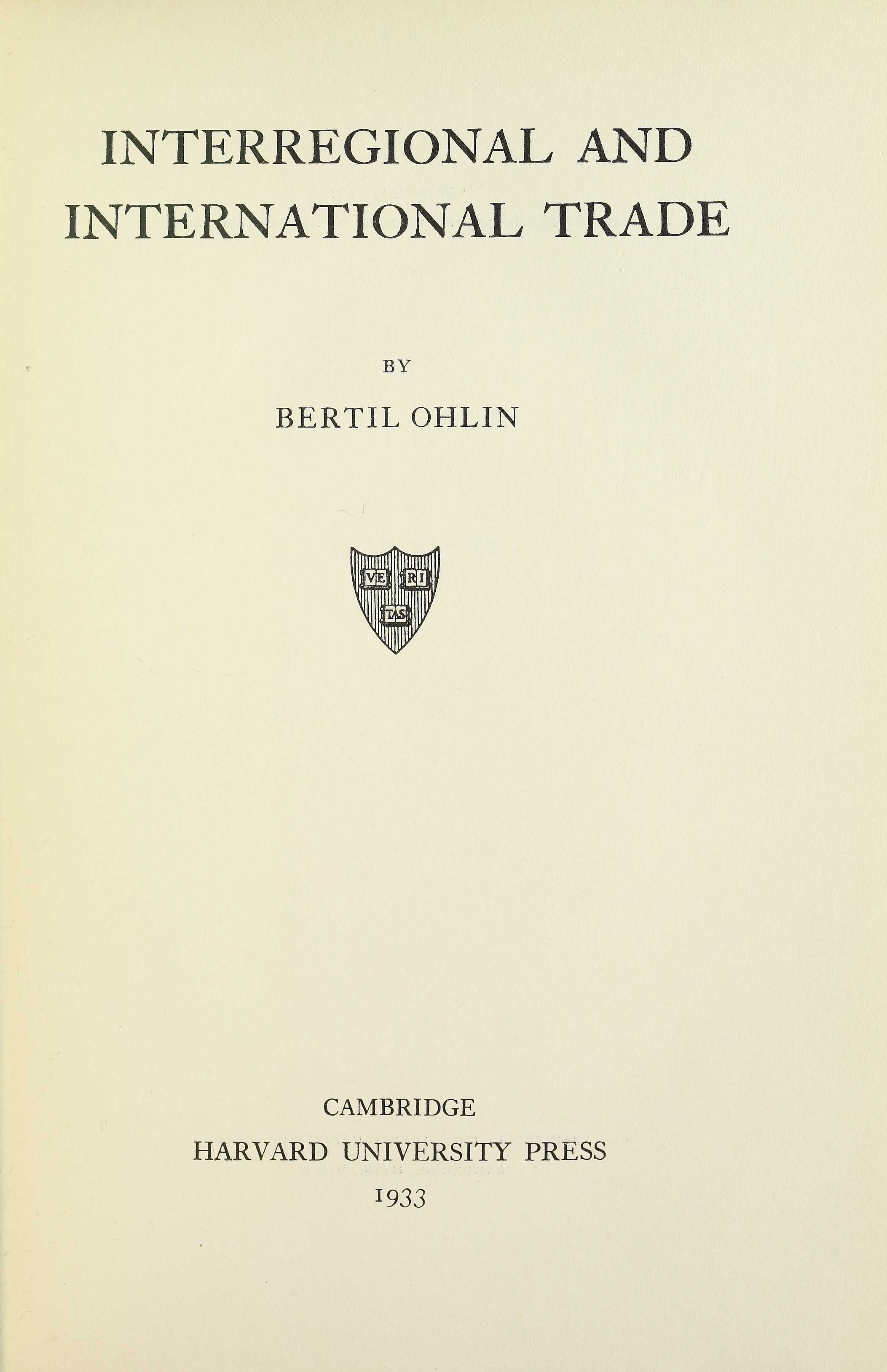
Interregional and international trade, 1933

贝蒂尔·戈特哈德·奥林（Bertil Gotthard Ohlin，1899年4月23日—1979年8月3日），瑞典经济学家和政治家。學士(B.A.)就讀於隆德大學，碩士就讀斯德哥爾摩經濟學院與哈佛大學分別取得理学硕士（Msc.）及文学硕士（M.A.）學位，最後於斯德哥爾摩大學取得博士學位。1929年到1965年期间，他担任斯德哥尔摩经济学院教授，1944年到1967年期间他担任瑞典社会自由人民党的领袖，当时该党是执政的社会民主党最大的反对党。
由于对国际贸易理论和国际资本流动作了开创性研究，奥林与英国经济学家詹姆斯·米德一起获得了1977年诺贝尔经济学奖。

## 赫克歇爾-奧林定理
由國際貿易的赫克歇爾-奧林模型導出的赫克歇爾-奧林定理認為，國與國之間的貿易與其資本和勞動力的相對數量成正比。在資本充裕的國家，工資率往往很高；因此，紡織品、簡單的電子產品等勞動密集型產品在國內生產成本更高。相比之下，汽車、化學品等資本密集型產品在國內生產成本較低。資本充裕的國家將出口資本密集型產品，並將其收益用於進口勞動密集型產品。而擁有大量勞動力的國家則會採取相反的做法。
該模型成立的條件如下：
- 生產的主要要素：勞動力和資本，在各國的賦存比例有差異。
- 兩種用於比較的商品中，其中一種必須比另一種消耗更多資本或勞動力。
- 資本和勞動力沒有在國家之間流動。
- 國家間的運輸沒有成本。
- 兩國的國民對商品的需求相同。

該理論與資本或勞動力的總量無關，而關乎勞動力的人均資本擁有量。這意味着小國可以透過專注於利用比別國更易得的要素來生產產品，從而與大國進行貿易。模型的關鍵假設是，資本和勞動力在兩國的可用比例不同。這一模式將促進專業化，進而有利於國家的經濟福利。兩國之間的差距越大，專業化帶來的收益就越大。
瓦西里·列昂季耶夫研究了該理論，認為它似乎並不成立。他發現，美國擁有大量資本，它本應該出口資本密集型產品，進口勞動密集型產品。然而他卻發現，美國出口的產品消耗的勞動力比進口的產品需要勞動力還多。這一發現稱為列昂季耶夫悖论。